# 松田耕平
松田 耕平（まつだ こうへい、1922年1月28日 - 2002年7月10日）は、マツダ（東洋工業）の創業者一族であり、同社元社長、プロ野球・広島東洋カープ元オーナー。広島県広島市上幟町（現：中区）出身。京北中学校 - 旧制修道中学校 - 慶應義塾大学卒業。
祖父に実質的なマツダ創始者の松田重次郎、父に3代目社長の松田恒次を持つ。長男は現：広島東洋カープオーナーの松田元。次男は広島エフエム放送・アンフィニ広島元社長の松田弘。

## 来歴・人物
1922年生誕（大阪府生まれとする資料あり）。1947年（昭和22年）慶應義塾大学法学部政治学科卒業。1956年（昭和31年）アメリカ合衆国のシンシナティミーリング社に留学後、同年、東洋工業のディーラーで子会社の広島マツダ社長に就任。1957年（昭和32年）オート広島の社長に就任。1970年（昭和45年）に父・恒次が逝去したことを受け、東洋工業の3代目社長に就任。当時同社の売りはロータリーエンジンであり、ロータリーエンジンこそマツダの活路と信じた耕平は、当時の主力車種だったファミリア、ルーチェ、コスモスポーツ、同年登場したカペラなどにロータリーエンジンを搭載した。
しかし1973年（昭和48年）のオイルショックによる省エネルギー化への風潮に、「ガソリンをがぶ飲みする」と言われていたロータリーエンジンは徐々に敬遠されていき、マツダ車のシェアも低下していった。そして1977年（昭和52年）、徳田博美の大蔵省銀行局や小松勇五郎の通産省などの介入及びメインバンクの住友銀行（現：三井住友銀行）の指導もあり耕平は代表権を有しない会長に退き、会社に対する発言力は低下していった。1980年（昭和55年）には取締役相談役、1992年（平成4年）に相談役、1998年（平成10年）に名誉相談役となる。
広島東洋カープ（当時は広島カープ）は原爆投下から復興する広島のシンボルとして1949年（昭和24年）末に産声を上げたが、メインスポンサーのない球団だったため1950年（昭和25年）の途中でさっそく経営危機が伝えられるような状態であった。広島市民球場の完成で経営危機はまぬがれたもののチームは万年Bクラスに甘んじていた（最高でも4位）。1967年（昭和42年）オフに東洋工業が筆頭株主となった際、税制上の理由から、球団名を「広島カープ」から「広島東洋カープ」に変更した。この球団名は現在まで変更されていない。
東洋工業がカープのメインスポンサーとなると、父・恒次が球団オーナーとなり、耕平は同時にオーナー代行に就任。1970年（昭和45年）の11月に恒次が逝去すると、正式にオーナーに就任した。万年Bクラスだった球団を改革するべく1973年には慶大の同窓生・別当薫を、1975年（昭和50年）には球団初の外国人監督ジョー・ルーツを招聘。ルーツはフロントとの確執ですぐに帰国してしまうが、それまでのチームカラーを紺から赤（1977年から赤がメインカラーとなる）に変えたカープは快進撃を見せ、全国に「赤ヘル旋風」を巻き起こし、球団創設から実質25年で初優勝を果たした。
その後チームは古葉竹識、阿南準郎、山本浩二監督の時代までに5度のリーグ優勝（1979年、1980年、1984年、1986年、1991年）、3度の日本一（1979年、1980年、1984年）を果たした。またアメリカの教育リーグへ選手を積極的に派遣。今や定着したスピードガンは、耕平が1976年秋の教育リーグの土産としてアメリカから持ち帰り、木庭教スカウトに渡して使用したのが最初である。1990年にはドミニカ共和国に日本球界初のベースボールアカデミー・カープアカデミーを設立し、従来の調達方法ではなく、自前で外国人選手も育てる方針でチーム作りの手法を示した。
カープの選手をよく可愛がっていたことでも知られている。山本や衣笠祥雄を初めとする黄金期の主力選手を見守るだけでなく、時間の許す限り二軍の試合の観戦にも駆けつけるなど、どの選手にも分け隔てなく接していた。湯布院町に自費でカープの保養地を建てたり、大野豊の結婚式に来賓でなく敢えて身内として出席するなど、エピソードは枚挙に暇がない。堤義明も財界のインタビューの中で「耕平さんほどチーム状況を把握しているオーナーならば現場に口を挟んでもいいと思うんです」と述べるほどだった。
カープは1991年に優勝するものの、西武ライオンズに日本シリーズで敗れた。また、三村敏之監督が勇退した1998年以降はBクラスに低迷している。1991年以降はペナントから遠ざかったが、それでも耕平は時間を見つけては練習場や球場に姿を現しては選手に声をかけて回った。カープのホームゲームでは、バックネット裏で選手の写真を撮るのが日課であった。
2002年7月10日、胃癌のため80歳で没した。野球を愛し、カープを心底愛した名オーナーで当時の主力選手だった新井貴浩も、いつもカメラ片手に激励に訪れるオーナーに声をかけてもらっており、亡くなった直後に行われたオールスターゲームのインタビューで「じいちゃんから可愛がってもらったから恩返しをしなきゃいけないと思いました」と語り、第2戦ではホームランを放っている。新井はこの年、自己最高の成績を挙げた。
カープの黄金時代をフロントから支え続けた功労が認められ、死去翌年の2003年に野球殿堂特別表彰を受けた。

## 栄典[3]
- 1976年：フランスレジオンドヌール勲章シュヴァリエ章
- 1976年：ベルギー王冠勲章コマンドール章
- 1978年：藍綬褒章
- 1988年：フランス名誉総領事
- 1992年：勲二等旭日重光章
- 1993年：紺綬褒章